# Stazione di Serravalle (San Marino)
La stazione di Serravalle era situata lungo la linea ferroviaria a scartamento ridotto Rimini-San Marino, a servizio del castello di Serravalle, a San Marino.

## Storia
La stazione fu inaugurata insieme alla linea il 12 giugno 1932 e rimase attiva fino al 12 luglio 1944.
A causa degli ingenti danni provocati dai bombardamenti avvenuti durante la seconda guerra mondiale, né la stazione né la linea stessa vennero più riattivate. Il fabbricato viaggiatori è adibito ad abitazione privata.

## Strutture e impianti
La stazione era dotata di un fabbricato viaggiatori, due binari e un magazzino merci. Nel (2016) rimaneva il fabbricato viaggiatori, adibito ad abitazione privata; il magazzino merci è stato restaurato ed adibito ad altri usi e sull'ex sedime ferroviario è stata costruita una strada.